# Yusuf al-Mustansir
Yūsuf II ibn al-Nāṣir, detto al-Mustanṣir bi-llāh (in arabo يوسف بن الناصر, المستنصر بالله ‎?; 1203 – 1224), è stato un califfo berbero almohade.
Fu un Sultano/califfo almohade che regnò sul Maghreb al-Aqsa dal 1213 fino alla sua morte. Figlio del precedente califfo, Muhammad al-Nasir, Yūsuf venne inaspettatamente nominato erede al trono dal padre quando questi era sul punto di morte.
Venne riconosciuto legittimo califfo almohade anche dagli sceicchi almohadi, e prese il laqab di "al-Mustanṣir" ("colui che vince per merito di Dio").
Giovane e amante dei piaceri della vita, Yūsuf II lasciò il governo dell'Impero almohade a un'oligarchia accuratamente bilanciata, composta dai membri più anziani della famiglia, come i suoi zii, a cui fu affidato il governo della Spagna islamica, e il cugino Abū ʿAbd Allāh Muḥammad ibn Abī Ḥafṣ, a cui fu affidata l'Ifriqiya, mentre a Marrakesh il potere effettivo era gestito da burocrati di palazzo, come il visir Abū Saʿīd ʿUthmān ibn Jāmʿī e dagli sceicchi più importanti delle tribù dei Banu Masmuda.

Ma l'impero era ormai allo stremo, senza leadership centrale e con l'esercito almohade che aveva subito gravi perdite nella battaglia di Las Navas de Tolosa del 1212. Varie ribellioni scoppiarono nel Maghreb e in Ifriqiya in particolar modo, dove presero il potere la dinastia hafside.

Yūsuf II morì improvvisamente nei primi mesi del 1224, incornato accidentalmente mentre giocava con le sue mucche da compagnia. In mancanza di eredi, i burocrati di palazzo, capeggiati dal visir Ibn Jāmʿi, nominarono rapidamente califfo almohade il suo parente più prossimo, ovvero l'anziano prozio Abd al-Wahid I. Ma la rapidità di tale nomina e l'irritualità della stessa non piacque agli zii di Yūsuf II (fratelli di Muhammad al-Nasir), governatori di al-Andalus, che contestarono tale successione e nominarono califfo ʿAbd Allāh al-ʿĀdil, il governatore almohade di Murcia.
 
Si trattò della prima guerra di successione interna alla dinastia almohade, che mise in moto una serie di altre guerre intestine che portarono prima alla perdita di al-Andalus per mano dei Nasridi, che crearono il sultanato di Granada, e successivamente il crollo dello stesso Stato almohade.

## Visir
I suoi visir furono:

- Abū Saʿīd ʿUthmān ibn Jāmʿi (1214)
- Abū Yaḥyā al-Hizrajī (1214)
- Abū ʿAlī ibn Ashrafī (1214)
- Abū Saʿīd ʿUthmān ibn Jāmʿi (1214-1223)